# 주한 스웨덴 대사관
주한 스웨덴 대사관(스웨덴어: Sveriges ambassad i Seoul)은 대한민국 서울특별시 중구 남대문로5가 120 단암빌딩 8층에 위치하고 있는 스웨덴 대사관이다. 현직 주한 스웨덴 대사는 다니엘 볼벤이다.

## 역사
스웨덴과 대한민국은 1953년 3월 11일 외교 관계를 수립하였으며, 먼저 1963년 주스웨덴 대한민국 대사관이 설치되었고, 1979년 주한 스웨덴 대사관이 설치되었다. 스웨덴은 1973년에 조선민주주의인민공화국과 수교했다.
대한민국과는 1967년 무역의정서를 체결하였고, 1979년 6월에는 두 나라간 통상장관 회담을 열었으며 1994년 4월 칼 빌트 총리의 방한, 1994년 11월 칼 16세 구스타프 국왕의 방한 등으로 정치적, 문화적 교류가 점차 확대되고 있다.

## 주요 업무
주요 업무는 대한민국 정부와의 외교교섭 및 경제협력, 자국 국민의 보호와 여권발급, 스웨덴 여행객에 대한 사증 발급, 국가 정보 및 관광 정보 제공 등이다. 공관 근무시간은 오전 9시~오후 5시(영사 업무는 오전 9시~11시30분)이며, 토, 일요일과 양국 국경일은 휴무. 여권을 소지한 한국인이 관광 목적으로 스웨덴에 90일 미만 체류할 경우에는 비자가 필요 없다.

## 같이 보기

### 일반 주제
- 대한민국-스웨덴 관계
- 주스웨덴 대한민국 대사관
- 스웨덴의 재외공관 목록
- 대한민국 주재 외국공관 목록

### 주변국에 설치한 스웨덴 공관
- 주일본 스웨덴 대사관
- 주조 스웨덴 대사관